# Soteriscus wollastoni
Soteriscus wollastoni är en kräftdjursart som först beskrevs av Paulian de Felice 1939.  Soteriscus wollastoni ingår i släktet Soteriscus och familjen Porcellionidae.

## Underarter
Arten delas in i följande underarter:
- S. w. wollastoni
- S. w. bremondi